# Гонггар (аэропорт)
Аэропорт Лхаса Гонггар (кит. трад. 拉薩貢嘎機場, упр. 拉萨贡嘎机场, пиньинь Lāsà Gònggá Jīchǎn, палл. Ласа Гунга Цзичан, тиб. ལྷ་ས་གོང་དཀར་རྫོང་, англ. Lhasa Gonggar Airport) — аэропорт в уезде Гонггар, Тибетский автономный район, обслуживающий город Лхаса, от которого удалён на 97 км. Аэропорт находится на высоте 3570 метров над уровнем моря; длина взлётно-посадочной полосы — 4000 метров (это необходимо из-за разреженности воздуха). Входит в число наиболее высокогорных аэропортов мира.
Аэропорт был построен в 1965 году, а вторая взлётно-посадочная полоса была оборудована в 1994 году.

## История
Строительство первого аэропорта в Тибете совершалось после ряда проб и ошибок, связанных с организацией рискованных воздушных маршрутов через Тибет и катастроф во время Второй Мировой войны. В мае 1956 года был построен первый аэропорт на юго-западе уезда Дамшунг на высоте 4200 м. Первые самолёты, которые летали к этому аэропорту, были советские Ил-12 и CV-240-401. Эти полёты воспринимались как подвиг, но систематические регулярные рейсы начались только в 1965 году через Гонггар.
Аэропорт Гонггар построили в 1965 году, который стал вторым аэропортом в Тибете. Аэропорт Дамшунг позднее был оставлен. Позднее Гонггар стал также центром внутритибетских перевозок, связывая несколько тибетских внутренних аэропортов.

## Географическое положение

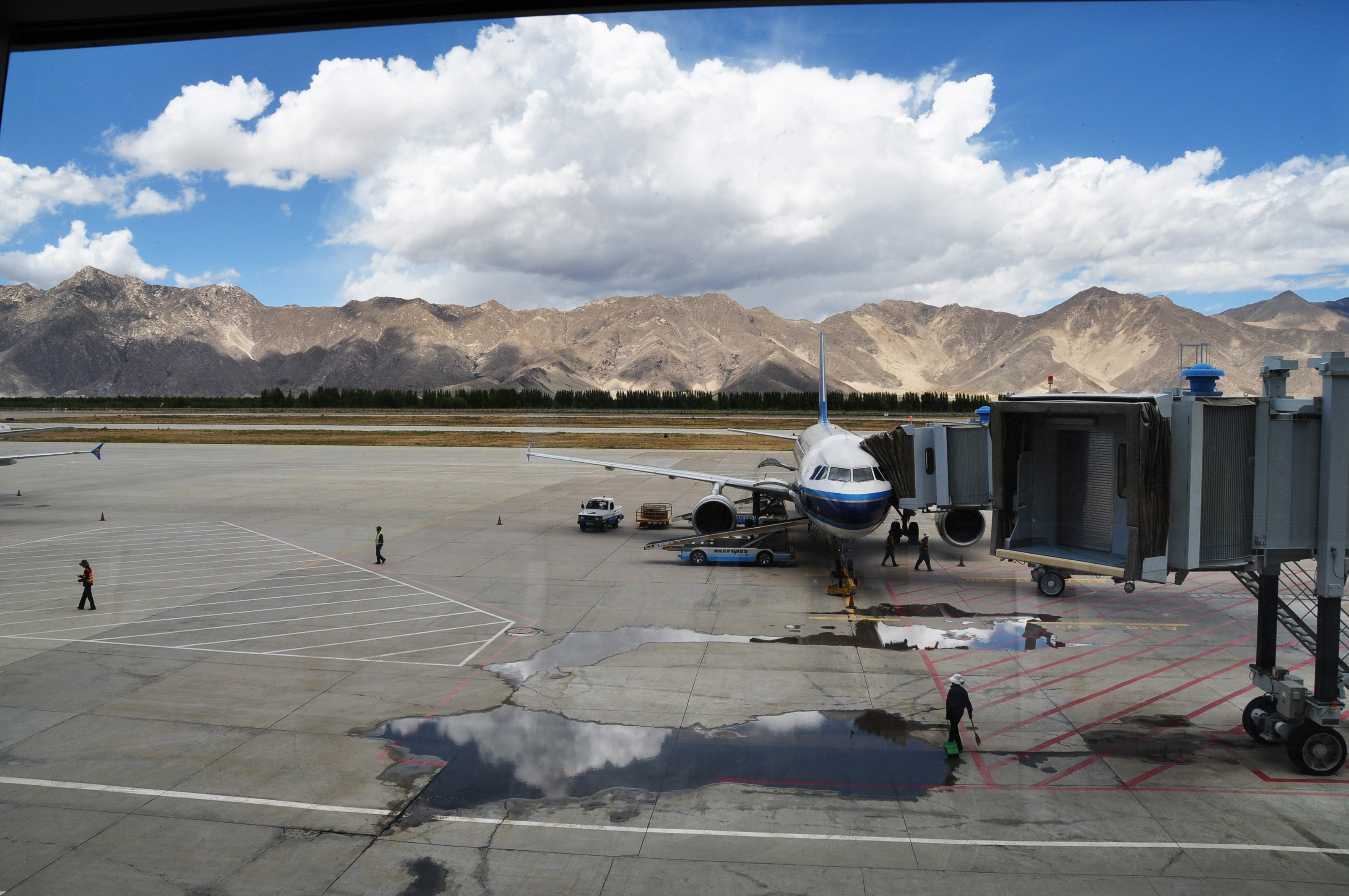
Вид внутри терминала

Аэропорт Лхаса Гонггар находится у посёлка Гьязулинг уезда Гонггар. Он построен на широком южном берегу реки Ярлунг-Цанпо. Большая площадка оказалась наиболее удобной для строительства аэропорта, хотя место было выбрано достаточно далеко от Лхасы. В радиусе 30 км от аэропорта уже высятся горы высотой от 5000 м до 6000 м и выше. Строительство туннеля позволило сократить автомобильную дорогу до Лхаса, и теперь автомобили и регулярные автобусы преодолевают расстояние до Лхаса за 40—60 минут.